# Mușchi depresor al septului nazal
Mușchiul depresor al septului nazal (latină: musculus depressor septi nasi) este un mușchi mic așezat dedesubtul nărilor. Se află aplicat pe osul maxilar superior. Mușchiul este împărțit de septul nazal în porțiuni bilaterale și simetrice. La contracție, mușchiul deprimă septul nazal și trage aripile nasului în jos, reducând deschiderea nărilor; funcționează astfel ca partea alară a mușchiului nazal.
Din foseta mirtiformă unde se inseră, fibrele sale merg către septul nărilor și marginea posterioară a aripii nasului. Unele fascicule musculare ale acestuia se continuă cu mușchiul transvers al nasului.
Este vascularizat de ramura labială superioară a arterei faciale, iar inervația este dată de ramura bucală a nervului facial.